# Литология и полезные ископаемые
«Литология и полезные ископаемые» (англ. Lithology and Mineral Resources) — научный журнал для геологов по вопросам литологии, петрографии, геохимии, минералогии, геологии руд и металлогении.

## Описание
Специализация журнала — литология, осадочные горные породы, полезные ископаемые, руды.
C 1963 года журнал публикует научные статьи по вопросам, связанным с образованием осадочных горных пород и руд.
Журнал публикует статьи по основным темам:
- проблемы литологической теории (типы литогенеза, стадии образования осадочных пород и руд, закономерности их распределения в земной коре, эволюция осадочного процесса в истории Земли);
- минералогия, геохимия и петрография осадочных пород и руд;
- проблемы осадочного и гидротермально-осадочного рудообразования;
- современное осадкообразование в озёрах, морях, океанах;
- методы изучения и экспериментальные исследования осадочного процесса.
- сравнительный анализ осадочного процесса на континентах и в Мировом океане
- генетические аспекты формирования осадочных и гидротермально-осадочных полезных ископаемых.

### Редколлегия
Главный редактор — Гаврилов, Юрий Олегович, ГИН РАН.